# Manchester Senior Cup
La Manchester FA Senior Cup (originalmente conocida como la Manchester Cup) es un torneo anual de fútbol celebrado entre los clubes de la Manchester Football Association que se jugó por primera vez en 1885. Los primeros ganadores fueron el Hurst que venció al Newton Heath LYR en la final.

## Organización
La competición acogió a los clubes profesionales principales de la zona de Mánchester —Manchester United (como Newton Heath LYR hasta 1892 y Newton Heath hasta 1902), Manchester City (como Ardwick hasta 1894), Bolton Wanderers, Bury, Oldham Athletic y Stockport County— hasta los años 70, después de lo cual clubes semiprofesionales y aficionados entraron. La Senior Cup no se celebró de 1980 a 1998, pero fue reintroducida como un torneo de equipos de reserva para los seis clubes profesionales, donde la final usualmente es celebrada al final de la temporada a principios de mayo.
El Manchester United ha ganado el torneo 33 veces, (más recientemente en 2014), seguido por el equipo de reserva del Manchester City con 21 victorias (la más reciente en 2010).

## Campeones

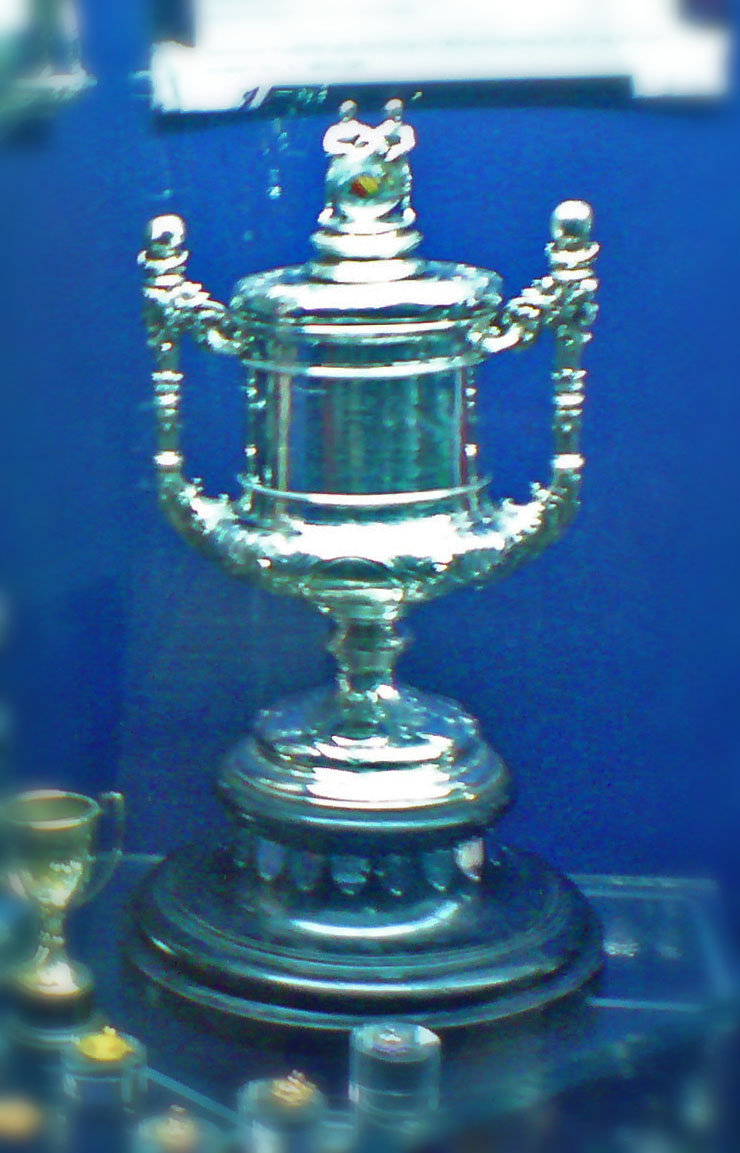
Trofeo de la Manchester Senior Cup.

| Temporada | Campeón                           | Temporada | Campeón           | Temporada | Campeón                    | Temporada | Campeón                    |
| --------- | --------------------------------- | --------- | ----------------- | --------- | -------------------------- | --------- | -------------------------- |
| 1886      | Newton Heath LYR                  | 1922      | Bolton Wanderers  | 1961      |                            | 2012      | Manchester United Reserves |
| 1887      | West Manchester                   | 1923      | Stockport County  | 1962      | Bury                       | 2013      | Manchester United Reserves |
| 1888      | Newton Heath LYR                  | 1924      | Manchester United | 1963      | Bolton Wanderers           | 2014      | Manchester United Reserves |
| 1889      | Newton Heath LYR                  | 1925      | Bury              | 1964      | Manchester United          | 2015      | Bolton Wanderers Sub-21    |
| 1890      | Newton Heath LYR                  | 1926      | Manchester United | 1965      |                            |           |                            |
| 1891      | Ardwick                           | 1927      |                   | 1966      |                            |           |                            |
| 1892      | Ardwick                           | 1928      | Manchester City   | 1967      |                            |           |                            |
| 1893      | Newton Heath                      | 1929      | Manchester City   | 1968      | Bury                       |           |                            |
| 1894      | Bury                              | 1930      | Wigan Borough     | 1969      |                            |           |                            |
| 1895      | Hurst                             | 1931      | Manchester United | 1970      |                            |           |                            |
| 1896      | Bury                              | 1932      | Manchester City   | 1971      | Dukinfield Town            |           |                            |
| 1897      | Bury                              | 1933      | Manchester City   | 1972      | Mossley                    |           |                            |
| 1898      | Stockport County                  | 1934      | Manchester United | 1973      | Droylsden                  |           |                            |
| 1899      | Stockport County                  | 1935      |                   | 1974      | Oldham Athletic            |           |                            |
| 1900      | Bury                              | 1936      | Manchester United | 1975      | Hyde United                |           |                            |
| 1901      | Manchester City                   | 1937      | Manchester United | 1976      | Ashton United              |           |                            |
| 1902      | Newton Heath                      | 1938      |                   | 1977      | Mossley                    |           |                            |
| 1903      | Bury/Manchester City (Compartido) | 1939      | Manchester United | 1978      | Ashton United              |           |                            |
| 1904      |                                   | 1947      |                   | 1979      | Droylsden                  |           |                            |
| 1905      | Bury                              | 1948      | Manchester United | 1999      | Manchester United Reservas |           |                            |
| 1906      |                                   | 1949      | Manchester City   | 2000      | Manchester United Reserves |           |                            |
| 1907      | Manchester City                   | 1950      |                   | 2001      | Manchester City Reserves   |           |                            |
| 1908      | Manchester United                 | 1951      | Bury              | 2002      | Oldham Athletic Reserves   |           |                            |
| 1909      |                                   | 1952      | Bury              | 2003      |                            |           |                            |
| 1910      | Manchester United                 | 1953      |                   | 2004      | Manchester United Reserves |           |                            |
| 1911      | Manchester City                   | 1954      |                   | 2005      | Manchester City Reservas   |           |                            |
| 1912      | Manchester United                 | 1955      | Manchester United | 2006      | Manchester United Reserves |           |                            |
| 1913      | Manchester United                 | 1956      |                   | 2007      | Manchester City Reserves   |           |                            |
| 1914      | Hurst                             | 1957      | Manchester United | 2008      | Manchester United Reserves |           |                            |
| 1915      | Stockport County                  | 1958      |                   | 2009      | Manchester United Reserves |           |                            |
| 1920      | Manchester United                 | 1959      | Manchester United | 2010      | Manchester City Reserves   |           |                            |

- Datos: Q4092988